# Stanley Morison

Times New Roman

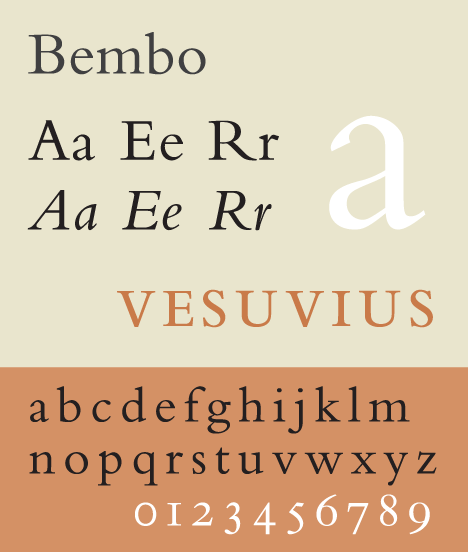
Bembo

Stanley Morison (ur. 6 maja 1889, zm. 11 października 1967) – angielski typograf i historyk druku, projektant kroju Times New Roman, uważanego za najpopularniejszą czcionkę pierwszej połowy XX wieku.

## Początki kariery
Urodzony w Wanstead w hrabstwie Essex. Dzieciństwo i wczesną młodość spędził w Londynie w domu rodzinnym przy Fairfax Road w dzielnicy Harringay. Był samoukiem, porzucił szkołę po tym jak jego ojciec opuścił rodzinę. W 1905 roku objął stanowisko urzędnika w London City Mission. Typografią zainteresował się w 1912 roku po lekturze dodatku drukarskiego dziennika „The Times”. W 1913 roku Morison dołączył do redakcji magazynu „The Imprint”, gdzie zdobył pierwsze doświadczenia w dziedzinie typografii. Praca w „The Imprint” otworzyła mu też drogę do wydawnictwa Burns and Oates, gdzie od 1913 do 1917 roku projektował książki i inne publikacje. Następnie został zatrudniony w wydawnictwach Pelican Press (1919–21) i Cloister Press (1921–22), dzięki czemu mógł poszerzać swoją wiedzę o drukarstwie i liternictwie. Od 1922 roku był członkiem stowarzyszenia „The Fleuron", zajmującego się zagadnieniami typograficznymi, a w latach 1926–1930 redagował wydawane przez nie czasopismo.

## Współpraca z Monotype
Od 1923 do 1967 roku Stanley Morison był doradcą korporacji Monotype w zakresie typografii. W latach 20. i 30. zajmował się adaptacją historycznych krojów pisma, co zaowocowało przywróceniem do użytku krojów takich jak Baskerville, Blado i Bembo. Morison przyczynił się także do poszerzenia oferty krojów Monotype, a jego działalność miała znaczący (odczuwalny do dziś) wpływ na rozwój typografii. W latach 1924–1959 był również doradcą wydawnictwa Cambridge University Press.

## Times New Roman
W 1929 roku dołączył do redakcji dziennika „The Times”, dla którego zaprojektował w 1931 roku krój Times New Roman, którego po raz pierwszy użyto w druku w wydaniu dziennika z 3 października 1932 roku. Z gazetą współpracował do 1960 roku, po czym odszedł na emeryturę. Wtedy też otrzymał tytuł Royal Designer for Industry. Od 1961 do śmierci (1967 rok) był członkiem redakcji Encyklopedii Britannica.

## Publikacje
Najważniejsze publikacje Stanleya Morisona to:
- Four Centuries of fine print (1924);
- The Alphabet of Damianus Moyllus (1927);
- The calligraphy of Ludovico degli Arrighi (1929);
- The English newspaper 1622–1932 (1932);
- First Principles of Typography (1936);
- A tally of types (1953).
- Typographic design in relation to photographic composition (1959)[3].